# SN 2009H
SN 2009H – supernowa typu II odkryta 2 stycznia 2009 roku w galaktyce NGC 1084. W momencie odkrycia miała maksymalną jasność 17,40m.